# クマナ
クマナ（Cumaná (スペイン語発音: [kumaˈna])）は、ベネズエラのスクレ州の都市で同州の州都。首都カラカスの東402kmに位置している。クマナはヨーロッパ人がアメリカ大陸に最初に居住した都市の一つであったが、原住民による襲撃を度々受け、その都度、再建されてきた。街はカリブ海に注ぐマンサナーレス川の河口に位置する。

## 歴史
クマナはヨーロッパ人がアメリカ大陸に最初に居住した都市の一つで、1501年のフランシスコ会の修道士であったが、原住民の襲撃に遭い、1569年にディエゴ・エルナンデス・デ・セルパが再建するまで、その後何度も破壊と再建が繰り返された。バルトロメ・デ・ラス・カサスは、平和的な植民計画を実行しようとしたが、1521年ゴンサーロ・デ・オカンポが、チリビチ (Chiribichi) にあったドミニコ会修道院の破壊の報復として、原住民に報復攻撃を行い、計画を阻まれた。1537年、ヌエバ・アンダルシーア州が創設され、クマナが州都となった。
先住民の襲撃が脅威で無くなった後も、街は何度も地震によって壊滅した。そのため、街で最古の一画でも、17後半から18世紀に建てられたものであり、16世紀に建てられたものは何も残っていない。

## 出身者
- アントニオ・ホセ・デ・スクレ - 軍人、政治家。第2代ボリビア大統領。
- アーマンド・ガララーガ - 野球選手
- ホセ・マラベ - 野球選手
- ルイス・マゴ - サッカー選手